# Max Décugis
Maxime Omer Mathieu Décugis (ur. 24 września 1882 w Paryżu, zm. 6 września 1978 w Biot) – francuski tenisista, zwycięzca Wimbledonu w grze podwójnej, medalista igrzysk olimpijskich.

## Kariera tenisowa
Chodził do szkoły w Anglii, gdzie uczył się grać, stając się poważnym przeciwnikiem dla zawodników brytyjskich.
W grze pojedynczej Décugis wygrał osiem razy mistrzostwa Francji i cztery razy dochodził do finału. Turniej ten, obecnie zaliczany do imprez wielkoszlemowych, w czasach sukcesów Décugisa nie miał charakteru międzynarodowego. Décugis triumfował także trzynaście razy w deblu oraz siedem razy w mikście, szczególnie silną parę tworzył z Maurice’em Germotem.
W 1911 roku jako pierwszy Francuz doszedł do ćwierćfinału na Wimbledonie. W tym samym roku z André Gobertem wygrał Wimbledon w grze podwójnej, pokonując w finale obrońców tytułu Josiaha Ritchieego i Anthony’ego Wildinga. Był to pierwszy tytuł Wimbledonu zdobyty przez Francuzów. Rok później para Décugis i Gobert nie sprostała w finale (challenge round) Charlesowi Dixonowi i Herbertowi Roperowi-Barrettowi.
Startując w igrzyskach olimpijskich Décugis zdobył trzy medale. W 1900 roku, podczas igrzysk olimpijskich w Paryżu wywalczył srebrny medal w deblu w parze z Amerykaninem Basilem Spaldingiem de Garmendia. Brązowy medal w deblu zdobył na igrzyskach olimpijskich w Antwerpii w 1920 roku, partnerując Pierre’owi Albarranowi. Na tych samych zawodach został mistrzem olimpijskim w grze mieszanej, razem z Suzanne Lenglen. Ponadto wygrał grę pojedynczą, podwójną i mieszaną na nieoficjalnej olimpiadzie letniej w Atenach w 1906 roku, imprezie zorganizowanej na dziesięciolecie pierwszych nowożytnych igrzysk olimpijskich.
W 1904 roku zadebiutował w reprezentacji Francji w Pucharze Davisa. Występował w tych rozgrywkach także w 1905, 1912, 1913, 1914 i 1919 roku. Reprezentacja Francji nie odnosiła w tym czasie większych sukcesów. Łączny bilans występów Décugisa to 6 zwycięstw i 9 porażek.

### Finały w turniejach wielkoszlemowych

#### Gra podwójna (1–1)
| Końcowy wynik | Nr | Data | Turniej           | Nawierzchnia | Partner      | Przeciwnicy                         | Wynik finału            |
| ------------- | -- | ---- | ----------------- | ------------ | ------------ | ----------------------------------- | ----------------------- |
| Zwycięzca     | 1. | 1911 | Wimbledon, Londyn | Trawiasta    | André Gobert | Josiah Ritchie Anthony Wilding      | 9:7, 5:7, 6:3, 2:6, 6:2 |
| Finalista     | 1. | 1912 | Wimbledon, Londyn | Trawiasta    | André Gobert | Charles Dixon Herbert Roper-Barrett | 6:3, 3:6, 4:6, 5:7      |